# Estación de Rocafort (Metrovalencia)
Rocafort es una estación de la línea 1 de Metrovalencia. Fue inaugurada el 8 de octubre de 1988 como estación de FGV. Se encuentra en la Avenida Dr. Eugenio López-Trigo, en el término municipal de Rocafort.
Junto a la estación, recientemente, han acondicionado un parking para vehículos.